# Юліус Герман Шультес
Юліус Герман Шультес (нім. Julius Hermann Schultes 4 лютого 1804 — 4 вересня 1840) — австрійський ботанік, лікар і натураліст.

## Біографія
Юліус Герман Шультес народився у Відні 4 лютого 1804 року, хрещений 5 лютого 1804-го.
Незабаром після того як Юліус Герман здобув першу початкову освіту, його батько Йозеф Август Шультес (1773—1831) навчав його ботаніки, навчив його не тільки того, як збирати рослини, впорядковувати їх та розрізняти, але й показав йому розвиток рослин від насіння до плодів. Таким чином, Юліус Герман ще в дитинстві здобув основні ботанічні знання, і в віці десяти років він уже знав до 6000 рослин. Водночас батько навчав Юліуса Германа Евклідової геометрії. Юліус Герман зробив значний внесок у ботаніку, описавши численні види насіннєвих рослин.
Юліус Герман Шультес помер у Мюнхені 1 вересня 1840 року.

## Наукова діяльність
Юліус Герман Шультес спеціалізувався на насіннєвих рослинах.

## Деякі наукові роботи
- Mantissa … systematis vegetabilium Caroli a Linné …. 1827 (Bd. 3) — у співавторстві з Йозефом Августом Шультесом.